# 第4高射特科大隊
第4高射特科大隊（だいよんこうしゃとっかだいたい、JGSDF 4th Antiaircraft Artillery Battalion）は、福岡県久留米市の久留米駐屯地に駐屯する第4師団隷下の高射特科部隊である。

## 概要
第4師団管内の部隊であり、前身の「特科連隊第6大隊」から1990年（平成2年）3月末に「師団直轄高射特科大隊」として編成され現在に至る。
近距離地対空誘導弾（近SAM）と短距離地対空誘導弾（短SAM）を装備し、航空攻撃等から部隊を守るのが任務である。
2024年（令和6年）3月現在の警備隊区は福岡県筑後地方南部の6市2町および、佐賀県佐賀地区の2市。

## 沿革
第64連隊第5大隊
- 1951年（昭和26年）5月1日：警察予備隊第4管区隊第64連隊第5大隊として針尾駐屯地において編成完結。
- 1952年（昭和27年）12月3日：第64連隊主力（第1大隊、第2大隊欠）が針尾駐屯地から久留米駐屯地に移駐。

第4特科連隊第5大隊
- 1954年（昭和29年）7月1日：陸上自衛隊発足により、第64連隊が第4特科連隊に称号変更。

第4特科連隊第6大隊
- 1962年（昭和37年）8月15日：第4管区隊の第4師団への改編に伴い、第5大隊を第4特科連隊第6大隊に改編。
- 1972年（昭和47年）3月24日：35mm2連装高射機関砲 L-90配備に伴い、改編。
- 1989年（平成元年）3月24日：81式短距離地対空誘導弾及び79式対空レーダ装置 JTPS-P9が配備。

第4高射特科大隊
- 1990年（平成02年）3月26日：第4特科連隊第6大隊が第4高射特科大隊として分離・独立し新編され師団直轄となる。
- 2003年（平成15年）3月27日：後方支援体制変換に伴い、整備部門を第4後方支援連隊第2整備大隊高射直接支援隊へ移管。
- 2019年（平成31年）3月25日：警備隊区再編。

## 部隊編成
- 第4高射特科大隊本部
- 本部管理中隊「4高特-本」
- 第1高射中隊「4高特-1」：93式近距離地対空誘導弾
- 第2高射中隊「4高特-2」：81式短距離地対空誘導弾

## 整備支援部隊
- 第4後方支援連隊第2整備大隊高射直接支援隊「4後支-2-高」（久留米駐屯地）：2003年（平成15年）3月27日から

## 主要装備
- 81式短距離地対空誘導弾
- 93式近距離地対空誘導弾
- 対空レーダ装置 JTPS-P14
- 低空レーダ装置 JTPS-P18

- 1/2tトラック / 73式小型トラック
- 1 1/2tトラック / 73式中型トラック
- 3 1/2tトラック / 73式大型トラック

- 9mm拳銃
- 89式5.56mm小銃
- 12.7mm重機関銃

## 警備隊区
出典
- 佐賀県佐賀市、小城市
- 福岡県久留米市、筑後市、大川市、柳川市、みやま市、大牟田市、 八女郡広川町、三瀦郡大木町

### 編成当初の警備隊区
- 佐賀県武雄市、鹿島市、嬉野市、杵島郡（大町町、江北町、白石町）藤津郡太良町（1990年～2019年）